# Staal (baltisches Adelsgeschlecht)

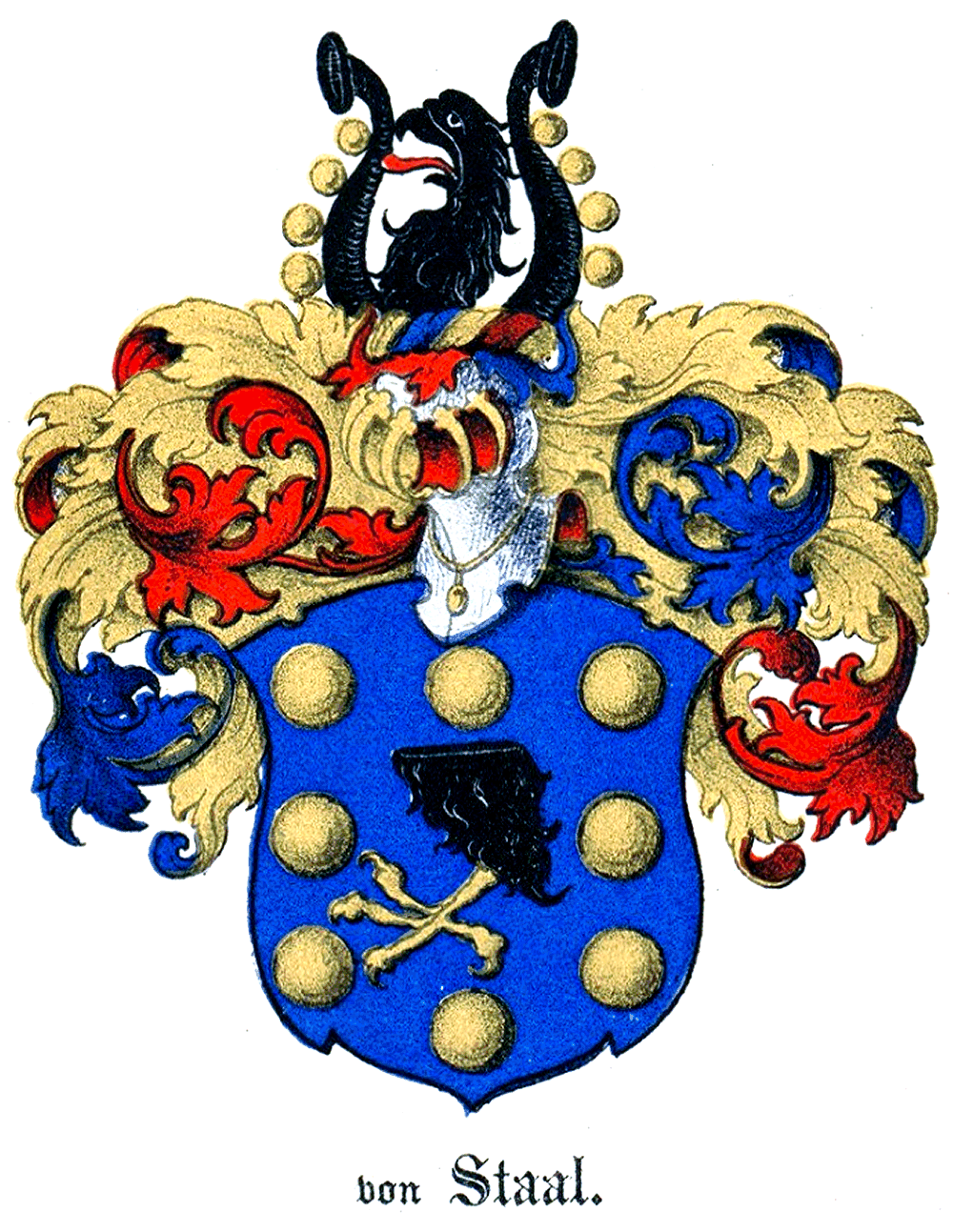
Wappen derer von Staal

Staal (schwedisch Stahlen) ist der Name eines deutschbaltisch-schwedischen Adelsgeschlecht.
Die Familie ist mit den solothurnischen vom Staal, den schwedischen Stahl und den bürgerlichen Staal in Kassel und Zwolle wappenverwandt, eine Stammverwandtschaft ist nicht erwiesen. Mit den niederländischen van der Staal besteht weder Wappen- noch Stammverwandtschaft.

## Geschichte
Das ursprüngliche Bürger- und Kaufmannsgeschlecht der Hansestadt Reval, wurde mit Heinrich Staal 1524 zuerst urkundlich genannt, als dieser bereits verstorben war. Mit ihm beginnt auch die Stammreihe der Familie. Georg Staal auf Linnapäh, in Estland würde mit dem Adelsprädikat „von Stahlen“ am 28. August 1652 in den schwedischen Adelsstand erhoben. Ebenfalls erfolgte eine dahingehende Nobilitierung am 20. November 1684 für seinen Neffen, den schwedischen Leutnant Georg Staal auf Linnapäh. Für des letztgenannten Deszendenz erfolgte 1747 mit dem Namen „von Staal“ die Immatrikulation bei der livländischen Ritterschaft sowie am 3. Juli 1752 bei der estländischen Ritterschaft. Für seinen Sohn, der schwedische Oberstleutnant Otto Hermann von Stahlen erfolgte 1756 die Introduktion bei der Adelsklasse der schwedischen Ritterschaft (Nr. 1958). Die russische Anerkennung der Berechtigung zur Führung des Baronstitels durch  Allerhöchsten Ukas vom 25. April 1901 für die Brüder Georg Friedrich von Staal (1822–1907), russischer Wirklicher Geheimer Rat und Botschafter a. D. und Rudolf von Staal auf Haehl in Estland bzw. am 5. Februar 1903 für deren Brüder Nikolai von Staal (1828–1906), russischer Generalmajor und Viktor von Staal, russischer Major.

## Angehörige
- Carl Friedrich von Staal (1721–1789), russischer Brigadier, estländischer Gutsherr, livländischer Politiker
- Friedrich von Staal (1733–1801), estländischer Landrat[3]
- Gustav Wilhelm von Staal (1743–1809), russischer Generalmajor[4]
- Karl Gotthard von (1774–1824), russischer Generalmajor[5]
- Georg Johann von Staal (1777–1862), russischer Generalmajor
- Karl Gustav von Staal (1778–1853), russischer General der Kavallerie
- Friedrich von Staal (1818–1892), russischer Vizeadmiral[6]
- Georg Friedrich Karl von Staal (1822–1907), russischer Diplomat[7]
- Nikolai Alexander von Staal (1828–1906), russischer Generalmajor[8]

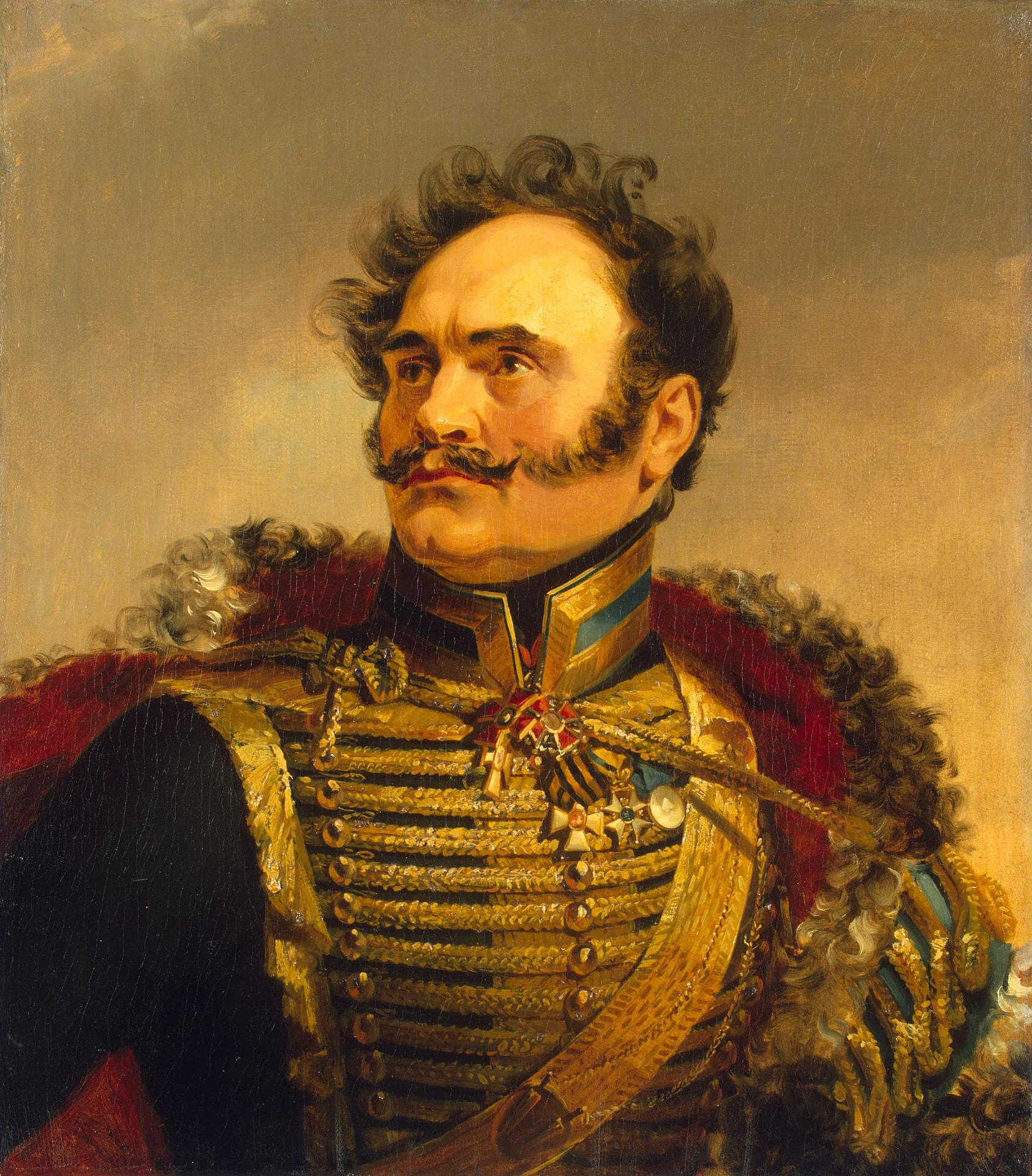
Georg Johann von Staal (1777–1862)
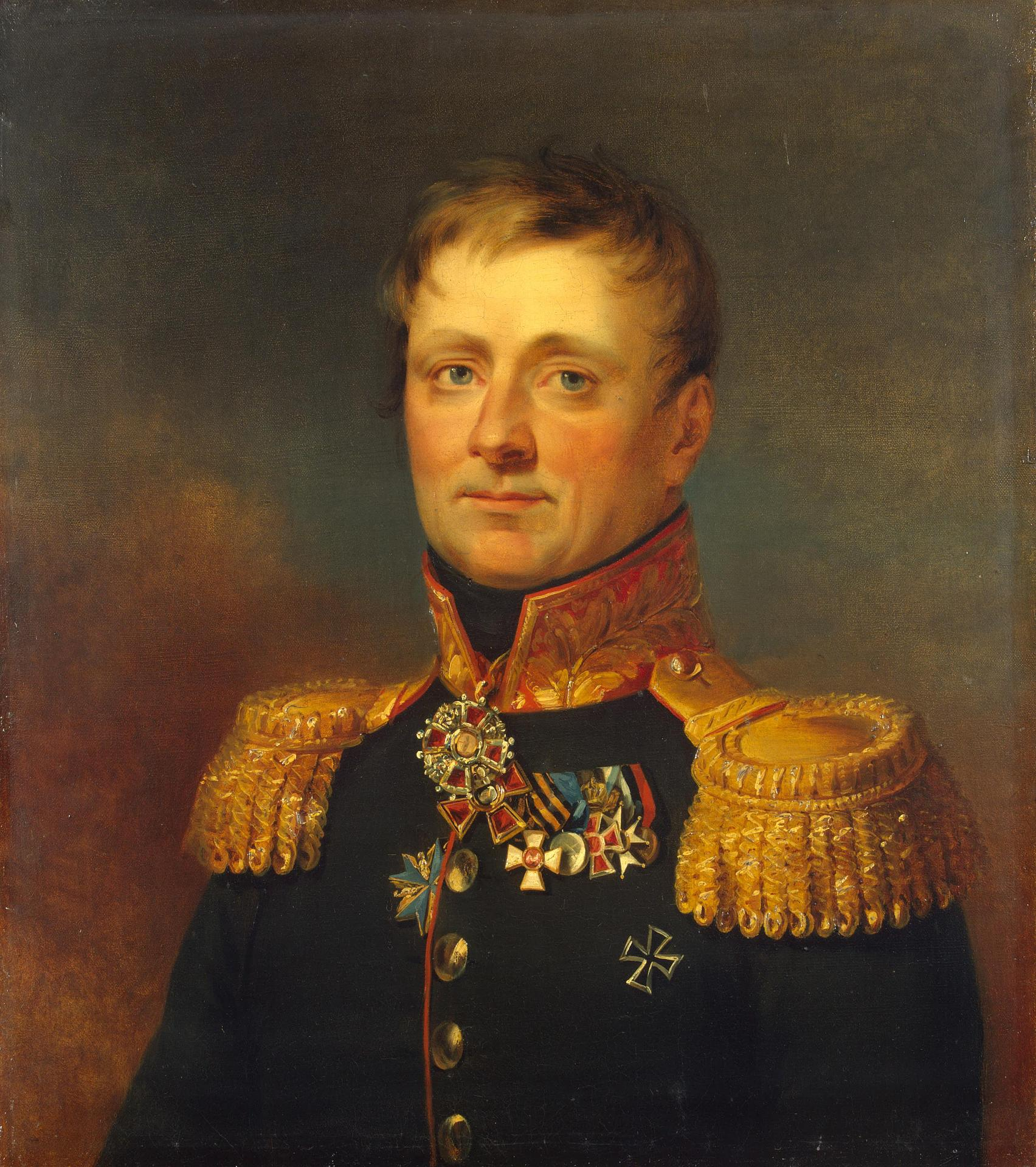
Karl Gustav von Staal (1778–1853)
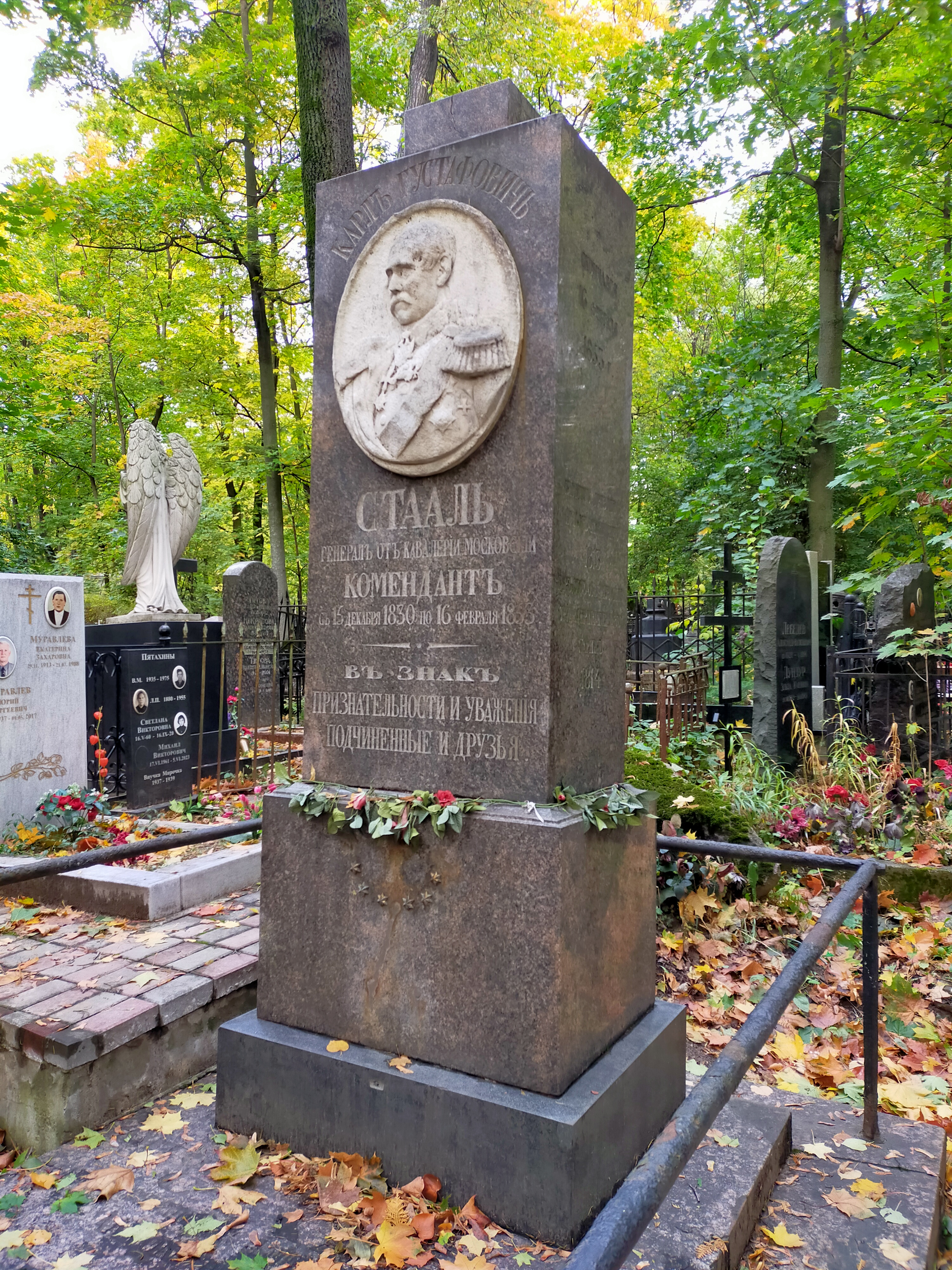
Grabmal Karl Gustav von Staal (2023)
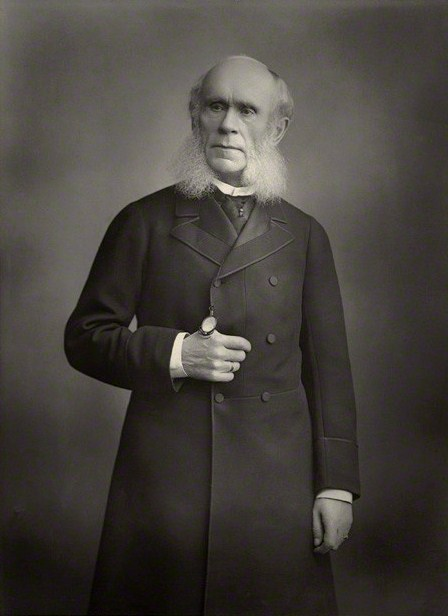
Georg Friedrich Karl von Staal (1822–1907)
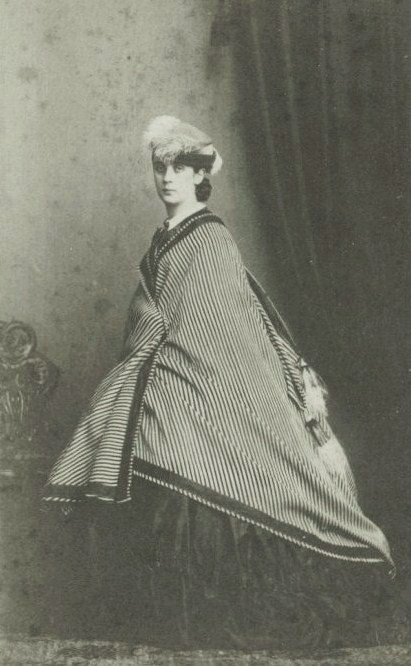
Elena Georgina von Staal (* 1834)

## Wappen
Das Wappen (1652, 1684) zeigt in Blau innerhalb von acht (3, 2, 2, 1) goldenen Kugeln am Schildrand eine goldene Adlerklaue an einem abgeschnittenen schwarzen Fuß. Auf dem Helm mit rechts rot-goldenen und links blau-goldenen Decken ein schwarzer Adlerkopf samt Hals zwischen zwei schwarzen Büffelhörnern, die außen mit je vier goldenen Kugeln bestückt sind.
Eine solche Adlerklaue kommt auch im Wappen des schweizerischen Adelsgeschlechts Staal vor, während Kugeln in dieser Stellung im Wappen und Helmzier der Staël von Holstein vorkommen.

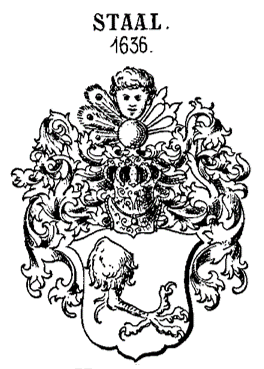
Wappen der Staal (1636)
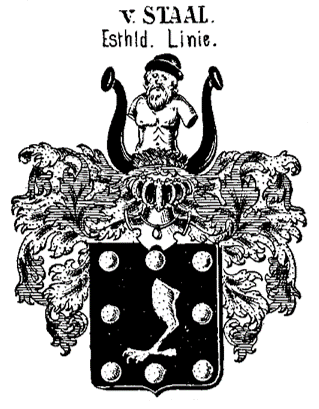
Wappen derer von Staal (estländische Linie)
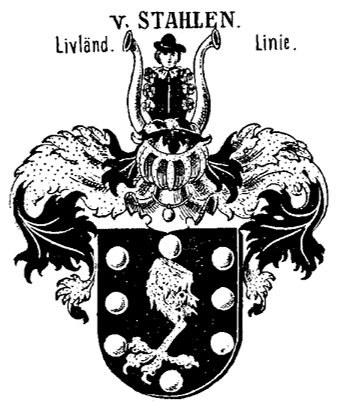
Wappen derer von Stahlen (livländische Linie)
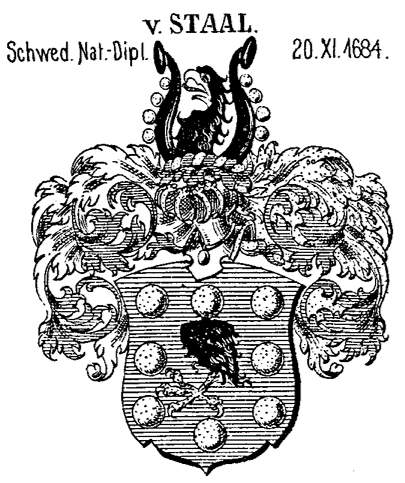
Wappen derer von Staal (schwedische Natularisation vom 20. November 1684)